# Solaris Alpino
Il Solaris Alpino è un modello di autobus a pianale ribassato di tipo urbano e suburbano progettato e prodotto dall'azienda polacca Solaris Bus & Coach dal 2008 al 2019
La produzione avvieniva presso lo stabilimento di Bolechowo, nel comune di Czerwonak, in Polonia.

## Caratteristiche
L'Alpino è stato prodotto in un'unica versione alimentata a gasolio. La struttura è in acciaio inossidabile.
Le versioni Diesel montano diversi motori: Cummins B6.7E6D 250B, Cummins B6.7E6D 280B, Cummins B6.7E6D 300B,questi a loro volta sono abbinabili al cambio ZF EcoLife o, in alternativa, Voith DIWA 6

## Versioni

### Alpino 8,6
- Lunghezza: 8,6 m
- Alimentazione: Gasolio
- Allestimento: urbano o suburbano

### Alpino 8,9
- Lunghezza: 8,9 m
- Alimentazione: gasolio
- Allestimento: urbano o suburbano